# Lista głów państwa Republiki Estonii

## Pierwsza Republika Estońska(1918–1940)
- tymczasowo

| #                                                                         | Imię i nazwisko                 | Portret | Kadencja             | Kadencja             | Partia polityczna | Partia polityczna |
| #                                                                         | Imię i nazwisko                 | Portret | Od                   | Do                   | Partia polityczna | Partia polityczna |
| ------------------------------------------------------------------------- | ------------------------------- | ------- | -------------------- | -------------------- | ----------------- | ----------------- |
| 1                                                                         | Estoński Komitet Ocalenia       |         | 24 lutego 1918       | 25 lutego 1918       |                   |                   |
| Okupacja niemiecka 25 lutego 1918 – 11 listopada 1918                     |                                 |         |                      |                      |                   |                   |
| Przewodniczący Sejmu Krajowego                                            |                                 |         |                      |                      |                   |                   |
| 2                                                                         | Otto Strandman (1875–1941)      |         | 11 listopada 1918    | 20 listopada 1918    |                   | ETE               |
| −                                                                         | Jüri Jaakson (1870–1942)        |         | 20 listopada 1918    | 27 listopada 1918    |                   | EDE               |
| 3                                                                         | Ado Birk (1883–1942)            |         | 27 listopada 1918    | 3 lutego 1919        |                   | EDE               |
| 4                                                                         | Kaarel Parts (1873–1940)        |         | 3 lutego 1919        | 23 kwietnia 1919     |                   | Bezpartyjny       |
| Przewodniczący Zgromadzenia Ustawodawczego                                |                                 |         |                      |                      |                   |                   |
| 5                                                                         | August Rei (1886–1963)          |         | 23 kwietnia 1919     | 20 grudnia 1920      |                   | ESDTP             |
| Starszy Państwa (Riigivan)                                                |                                 |         |                      |                      |                   |                   |
| 6                                                                         | Ants Piip (1884–1942)           |         | 20 grudnia 1920      | 25 stycznia 1921     |                   | ETE               |
| 7                                                                         | Konstantin Päts (1874–1956)     |         | 25 stycznia 1921     | 21 listopada 1922    |                   | PK                |
| 8                                                                         | Juhan Kukk (1885–1942)          |         | 21 listopada 1922    | 2 sierpnia 1923      |                   | ETE               |
| (7)                                                                       | Konstantin Päts (1874–1956)     |         | 2 sierpnia 1923      | 26 marca 1924        |                   | PK                |
| 9                                                                         | Friedrich Karl Akel (1871–1941) |         | 26 marca 1924        | 16 grudnia 1924      |                   | KRE               |
| 10                                                                        | Jüri Jaakson (1870–1942)        |         | 16 grudnia 1924      | 15 grudnia 1925      |                   | ER                |
| 11                                                                        | Jaan Teemant (1872–1941?)       |         | 15 grudnia 1925      | 9 grudnia 1927       |                   | PK                |
| 12                                                                        | Jaan Tõnisson (1868–1941?)      |         | 9 grudnia 1927       | 4 grudnia 1928       |                   | ER                |
| 13                                                                        | August Rei (1886–1963)          |         | 4 grudnia 1928       | 9 lipca 1929         |                   | ESTP              |
| 14                                                                        | Otto Strandman (1875–1941)      |         | 9 lipca 1929         | 12 lutego 1931       |                   | ETE               |
| (7)                                                                       | Konstantin Päts (1874–1956)     |         | 12 lutego 1931       | 19 lutego 1932       |                   | PK                |
| (11)                                                                      | Jaan Teemant (1872–1941?)       |         | 19 lutego 1932       | 19 lipca 1932        |                   | ÜPE               |
| 15                                                                        | Karl August Einbund (1888–1942) |         | 19 lipca 1932        | 1 listopada 1932     |                   | ÜPE               |
| (7)                                                                       | Konstantin Päts (1874–1956)     |         | 1 listopada 1932     | 18 maja 1933         |                   | ÜPE               |
| (12)                                                                      | Jaan Tõnisson (1868–1941?)      |         | 18 maja 1933         | 21 października 1933 |                   | RKE               |
| (7)                                                                       | Konstantin Päts (1874–1956)     |         | 21 października 1933 | 24 stycznia 1934     |                   | Bezpartyjny       |
| Premier w charakterze głowy państwa (Peaminister Riigivanema ülesannetes) |                                 |         |                      |                      |                   |                   |
| (7)                                                                       | Konstantin Päts (1874–1956)     |         | 24 stycznia 1934     | 3 września 1937      |                   | Bezpartyjny       |
| Prezydent-Regent (Riigihoidja)                                            |                                 |         |                      |                      |                   |                   |
| (7)                                                                       | Konstantin Päts (1874–1956)     |         | 3 września 1937      | 24 kwietnia 1938     |                   | Bezpartyjny       |
| Prezydent                                                                 |                                 |         |                      |                      |                   |                   |
| (7)                                                                       | Konstantin Päts (1874–1956)     |         | 24 kwietnia 1938     | 23 lipca 1940        |                   | Bezpartyjny       |
| −                                                                         | Johannes Vares (1890–1946)      |         | 23 lipca 1940        | 25 sierpnia 1940     |                   | EKP               |

### Rząd emigracyjny

#### Premierzy pełniący funkcje szefów państwa (Peaminister Vabariigi Presidendi ülesandeis)
| # | Imię i nazwisko              | Portret | Kadencja        | Kadencja            | Partia polityczna | Partia polityczna |
| # | Imię i nazwisko              | Portret | Od              | Do                  | Partia polityczna | Partia polityczna |
| - | ---------------------------- | ------- | --------------- | ------------------- | ----------------- | ----------------- |
| 1 | Jüri Uluots (1890–1945)      |         | 21 czerwca 1940 | 9 stycznia 1945     |                   | Bezpartyjny       |
| 2 | August Rei (1886–1963)       |         | 9 stycznia 1945 | 29 marca 1963       |                   | ESTP              |
| 3 | Aleksander Warma (1890–1970) |         | 29 marca 1963   | 23 grudnia 1970     |                   | Bezpartyjny       |
| 4 | Tõnis Kint (1896–1991)       |         | 23 grudnia 1970 | 1 marca 1990        |                   | EKL               |
| 5 | Heinrich Mark (1911–2004)    |         | 1 marca 1990    | 8 października 1992 |                   | Bezpartyjny       |

Heinrich Mark był ostatnim prezydentem Estonii na uchodźstwie i złożył urząd 8 października 1992 po wyborze w niepodległym państwie prezydenta Lennarta Meri. Niezależnie od tego część środowiska emigracyjnego nie uznała tej decyzji i argumentując pozostawaniem na terenie Estonii wielu Rosjan faktyczną kontynuację okupacji powołała inny ośrodek władzy za granicą, pod kierownictwem Mihkela Mathiesena. Kolejni przedstawiciele tego środowiska, pełniący urząd głowy państwa to:
| # | Imię i nazwisko              | Portret | Kadencja          | Kadencja          |
| # | Imię i nazwisko              | Portret | Od                | Do                |
| - | ---------------------------- | ------- | ----------------- | ----------------- |
| 6 | Mihkel Mathiesen (1918–2003) |         | 15 września 1992  | 28 listopada 2003 |
| 7 | Kalev Ots (ur. 1949)         |         | 28 listopada 2003 | nadal             |

## Republika Estonii (1990–)
| #                              | Imię i nazwisko                 | Portret | Kadencja             | Kadencja             | Partia polityczna | Partia polityczna |
| #                              | Imię i nazwisko                 | Portret | Od                   | Do                   | Partia polityczna | Partia polityczna |
| ------------------------------ | ------------------------------- | ------- | -------------------- | -------------------- | ----------------- | ----------------- |
| Przewodniczący Rady Najwyższej |                                 |         |                      |                      |                   |                   |
| 1                              | Arnold Rüütel (1928–2024)       |         | 29 marca 1990        | 5 października 1992  |                   | Bezpartyjny       |
| Prezydenci                     |                                 |         |                      |                      |                   |                   |
| 2                              | Lennart Meri (1929–2006)        |         | 6 października 1992  | 8 października 2001  |                   | Unia Pro Patria   |
| (1)                            | Arnold Rüütel (1928–2024)       |         | 8 października 2001  | 9 października 2006  |                   | ERL               |
| 3                              | Toomas Hendrik Ilves (ur. 1953) |         | 9 października 2006  | 10 października 2016 |                   | SDE               |
| 4                              | Kersti Kaljulaid (ur. 1969)     |         | 10 października 2016 | 11 października 2021 |                   | Bezpartyjna       |
| 5                              | Alar Karis (ur. 1958)           |         | 11 października 2021 | nadal                | Bezpartyjny       |                   |